# Christina de Suède
Ne doit pas être confondu avec Christine (reine de Suède).
Christina de Suède (en suédois : Christina av Sverige), née le 3 août 1943 au château de Haga près de Stockholm (Suède), est une princesse suédoise. Elle est la sœur de l'actuel roi de Suède Charles XVI Gustave.

## Biographie
Elle est la quatrième fille du prince Gustave Adolphe, duc de Västerbotten et de la princesse Sibylle de Saxe-Cobourg et Gotha, et la petite-fille du roi Gustave VI Adolphe de Suède. Elle est la sœur des princesses Margaretha, Birgitte et Désirée et du prince Charles. Elle grandit au château de Haga, d'où le nom populaire Hagasessorna.
Sa mère, la princesse Sibylle, meurt en 1972.
Le 15 juin 1974, elle épouse Tord Magnuson (né en 1941), homme d'affaires, consul général de Maurice depuis 1989.
Elle est présidente de la Croix-Rouge suédoise de 1993 à 2002 et reçoit la médaille Henry Dunant le 17 novembre 2005.
La princesse vit désormais avec son mari et ses enfants à Stockholm. Sa famille participe à tous les événements familiaux de la famille royale suédoise, assistant parfois à la remise du prix Nobel avec son mari. Christina assiste également aux mariages de ses nièces, la princesse héritière Victoria et la princesse Madeleine, en 2010 et 2013, ainsi qu'au baptême de la princesse Leonore en 2014.
En 2016, elle suit un traitement médical pour soigner une leucémie.

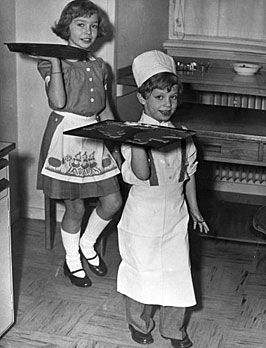
La princesse Christina jouant avec son frère Carl en 1952.

## Titres et prédicats
- 3 août 1943 - 15 juin 1974 : Son Altesse Royale la princesse Christina de Suède
- 15 juin 1974 - présent : Princesse Christina, Mme Magnuson

## Décorations

### Nationales
- Chevalier de l'ordre des Séraphins

### Étrangères
- Grand-croix, 1re classe version spéciale de l'ordre du Mérite (Allemagne)[3]
- Grand-croix de l'ordre du Libérateur Général San Martin (Argentine)
- Chevalier de l'ordre de l'Éléphant (Danemark)
- Commandeur de la Légion d'honneur (France)
- Grand-croix de l'ordre du Faucon (Islande)[4]
- Grand-croix de l'ordre de la Couronne (Japon)
- Chevalier grand-croix de l'ordre du Mérite de la République italienne‎
- Grand-croix de l'ordre de Saint-Olaf (Norvège)[5]
- Grand-croix de l'ordre de la Couronne (Pays-Bas)[6]
- Grand-croix de l'ordre du Christ (Portugal)
- Grand-croix de l'ordre de la Grande Étoile yougoslave

## Sources
- (sv) Cet article est partiellement ou en totalité issu de l’article de Wikipédia en suédois intitulé « Prinsessan Christina, fru Magnuson » (voir la liste des auteurs).